# Laurent Cabrol
Pour les articles homonymes, voir Cabrol.
Laurent Cabrol, né le 13 mai 1947 à Saint-Amans-Valtoret, dans le département du Tarn, est un journaliste et écrivain français.
Il est connu pour avoir animé la météo sur Europe 1 de 1986 à 2021.

## Biographie
En 1969, il sort diplômé de l'Institut des hautes études de droit rural et d'économie agricole et en 1971, il est embauché à AGRI 7, journal agricole national, avant ses premiers pas en 1975 dans les pages agriculture puis « Faits divers » du quotidien Le Figaro.
Il est révélé au grand public en 1987 pour avoir remplacé Brigitte Simonetta à la présentation de la météo sur Antenne 2 jusqu'en 1992. Il travaille ensuite pour RMC et Europe 1.
Il rédige également les pages nature et animaux de l'hebdomadaire France Dimanche.
Passionné d'aviation — il pilote —, il fréquente assidûment l'Aéroclub de Castres-Mazamet.

### L'homme de radio
Il commence à travailler à la radio en 1976 sous la direction de Pierre Bonte qui rencontre un beau succès avec ses émissions Bonjour la France, Vive la vie et Le bonheur est dans le pré. Puis il multiplie les sujets et les fonctions à Europe 1 : reportage, présentation des journaux (22 h 30 puis 19 h et en joker le 5 h, 7 h et 9 h), responsable de la rubrique « Environnement », « Vie pratique », « Circulation. » Il s'occupe aussi du radio-guidage : il assure tous les bulletins depuis Rosny-sous-Bois et les directs depuis l'hélicoptère d'Europe 1, qui lui permet de passer son brevet de pilote d'hélico (350 heures).
En 1983, Laurent Cabrol rencontre Maryse et Philippe Gildas, Thierry Le Luron et Coluche. Avec ce dernier, il participe au lancement des Restos du Cœur. Philippe Gildas (directeur d'Europe 1) le nomme interface entre Coluche et la rédaction[réf. souhaitée].
À Europe 1 en 1986, il devient chroniqueur météo à la place d'Albert Simon qui quitte l'antenne. Cabrol reste 4 ans à ce poste. Après deux ans de télévision à Antenne 2, il entre à RMC succédant à Jean-Pierre Foucault et présente Couleur Soleil ("pour faire croustiller les matins trop quotidiens") pendant 2 ans avant de retrouver Europe 1 et les matinées du week-end qu'il présente pendant dix ans.
En août 2021, il apprend que son contrat avec Europe 1 en tant que présentateur météo ne sera pas renouvelé. La station lui propose l'animation d'une autre chronique mais il refuse et quitte donc une radio qu'il a fréquentée pendant 45 ans.

### L'homme de télévision
En 1976, il fait ses premiers pas à la télévision avec Jacques Martin dans La Lorgnette sur Antenne 2. L'émission n'a été diffusée que durant 1 an (1976-1977). En 1987, Antenne 2 lui demande de remplacer Brigitte Simonetta et le charge de restructurer la météo. Il crée 1 2 3 Soleil, qu'il présentera pendant 5 ans : un rendez-vous de 4 minutes avec le Clin d'Œil et les caméras braquées en direct sur les nids de cigognes pour assister aux naissances. Cette innovation lui vaudra même le seul 7 d'Or attribué à un présentateur météo.
À la même période (1989 à 1991), il est l'animateur de l'émission Des chiffres et des lettres en remplacement de Patrice Laffont, toujours sur Antenne 2. 
Viennent ensuite les 20h30, les fameux « prime time. » Son penchant pour l'animation l'incite à postuler pour des émissions populaires et grand public. Pendant 2 ans, La Nuit des héros (Antenne 2) et Les Marches de la gloire (TF1) battent des records d'audience. Le transfert de Laurent Cabrol de Antenne 2 à TF1 fait du bruit : Les Marches de la gloire n'est rien de moins que la copie de La Nuit des héros et en 1993, TF1 est condamnée à payer près de 55 millions de francs de dommages et intérêts. À la rentrée de septembre 1993, Les Marches de la gloire est remplacée par l'éphémère Extraordinaire, sur la même mécanique.
En outre, ce type d'émissions n'apporte pas que des réactions positives à l'animateur : on le fait chantre de la « télé poubelle » ; en réalité, il participe avec Jacques Pradel aux premiers pas de la télé réalité.
Il présente Une famille en or, d'abord brièvement une semaine fin novembre 1992, en alternance avec Bernard Montiel à la suite de l'hospitalisation de Patrick Roy, puis en solo à la place de Bernard Montiel du 30 août 1993 jusqu'en 1997.
En septembre 1994, il prend la suite du Téléshopping de Pierre Bellemare, créateur de l'émission sur TF1. Pendant 14 ans, chaque matin, du lundi au samedi (sauf les mercredis) sur TF1, il vend des centaines d'objets du quotidien, du barrage aux insectes à la cocotte à enfourner, jusqu'au 29 mars 2008.  Cependant, après 12 ans de Téléshopping, Catherine Falgayrac quitte TF1 le 30 décembre 2006 laissant à Laurent Cabrol les rênes de l'émission. Il est remplacé à partir du 31 mars 2008 par Marie-Ange Nardi.

### L'écrivain
En 2000, il publie L'Enfant de la Montagne noire, premier roman d'une trilogie de polars de terroir qui se déroulent dans la vallée du Thoré près de Mazamet et qui s'inspire de l'affaire Grégory. Il écrit ensuite Les Disparues de la Saint-Jean et Le Crime de la Noël. L'essentiel pour l'auteur est de faire partager à ses lecteurs son amour de la nature et de la vie rurale.

En 2008, au Cherche midi, il publie Et si la terre s'en sortait toute seule, un essai sur le réchauffement climatique. Son expérience de présentateur de la météo et son intérêt pour la climatologie l'ont incité à suivre de plus près les soubresauts du climat. Voici ce que l'on trouve aujourd'hui sur son blog en introduction de son ouvrage : 

« Les chercheurs font un travail remarquable, mais la mécanique climatique est d’une complexité rare… c’est ce que je démontre dans mon livre. Il est malhonnête de culpabiliser les habitants de notre pays. Cessons de nous asséner des leçons de morale et souvenons-nous des leçons du passé car la terre s’est réchauffée dans des proportions bien plus brutales au début de l’an 1000. »

À l'encontre de l'avis émis par le GIEC, il affirme que le réchauffement climatique n'est pas dû à l'action de l'homme,. Cet ouvrage est climatosceptique,,.

### 2013
En mai 2013, Laurent Cabrol est accusé par Météo-France et la communauté météo amateur française de détournement d'informations,,  En effet, son annonce "d'été pourri", faite  sur Europe 1, radio d'information renommée, se répand et fait parfois la une de journaux nationaux voire étrangers. Sa longue carrière de présentateur météo fait que ses propos sont repris et considérés, à tort, par certains médias comme les résultats d'une étude météorologique sérieuse, alors qu'ils ne s'appuient que sur son simple ressenti et son expérience

## Résumé de ses activités médiatiques et d'écrivain
(Les items des listes présentées ci-dessous sont sourcés dans la section « Biographie » du présent article.)

### Animateur de télévision
- 1987-1992 : 1, 2, 3, soleil (météo) - Antenne 2
- 1989-1991 : Des chiffres et des lettres - Antenne 2
- 1991-1992 : La Nuit des héros - Antenne 2
- 1992-1993 : Les Marches de la gloire - TF1
- 1992-1997 : Une famille en or - TF1
- 1993 : Extraordinaire - TF1
- 1994-2008 : Téléshopping - TF1

### Publications

#### Romans
L'Enfant de la Montagne noire
1. Paris : l'Archipel, 2000, 256 p.  (ISBN 2-84187-238-6)
2. Paris : le Grand livre du mois, 2000, 256 p.  (ISBN 2-7028-5430-3)
3. Versailles : Feryane, 2001, 380 p. (Roman).  (ISBN 2-84011-432-1) (gros caractères)
4. Romagnat : de Borée, 2005, 360 p. (Terre de poche).  (ISBN 2-84494-285-7)

Les Disparues de la Saint-Jean
1. Paris : le Grand livre du mois, 2003, 250 p.  (ISBN 2-7028-9191-8)
2. Paris : l'Archipel, 2004, 250 p.  (ISBN 2-84187-500-8)
3. Paris : Sélection du Reader's Digest, 2004. (condensé)
4. Versailles : Feryane, 2004, 343 p. (Roman).  (ISBN 2-84011-587-5) (gros caractères)
5. Romagnat : de Borée, 2006, 313 p. (Terre de poche ; 61).  (ISBN 2-84494-379-9)
6. Paris : Éd. de la Seine, 2006, 250 p. (Succès du livre collection. Terroir).  (ISBN 978-2-7382-2117-9)

Le Crime de la Noël
1. Paris : l'Archipel, 2006, 298 p.  (ISBN 978-2-84187-756-0)
2. Paris : le Grand livre du mois, 2006, 298 p. (ISBN 978-2-286-02730-8)
3. Versailles : Feryane, 2007, 413 p. (Roman).  (ISBN 978-2-84011-789-6) (gros caractères)
4. Paris : Éd. France loisirs, 2007, 334 p.  (ISBN 978-2-298-00302-4)
5. Paris : Sélection du Reader's Digest, 2007, p. 8-153.  (ISBN 978-2-7098-1943-5) (condensé)

#### Ouvrages divers
- Animaux de compagnie / Laurent Cabrol ; avec la collab. de Marie-France Lecherbonnier, Emmanuelle Figueras ; [ill. par Isabelle Arslanian, Patrick Morin]. Paris : Hachette, 1998, 95 p. (Rapide, facile, sans soucis…).  (ISBN 2-01-620750-7)
- Balcons et terrasses / Laurent Cabrol ; avec la collab. de Marie-France Lecherbonnier, Émilie Courtat. Paris : Hachette, 1998, 95 p. (Rapide, facile, sans soucis…).  (ISBN 2-01-620749-3)
- La beauté / Laurent Cabrol ; avec la collab. de Marie-France Lecherbonnier, Gaëlle Alban. Paris : Hachette, 1998, 95 p. (Rapide, facile, sans soucis).  (ISBN 2-01-620751-5)
- Le bricolage / Laurent Cabrol ; avec la collab. de Marie-France Lecherbonnier, Pierre Legendre. Paris : Hachette, 1998, 95 p. (Rapide, facile, sans soucis).  (ISBN 2-01-620753-1)
- La cuisine / Laurent Cabrol ; avec la collab. de Marie-France Lecherbonnier, Corinne Tremendi. Paris : Hachette, 1998, 95 p. (Rapide, facile, sans soucis).  (ISBN 2-01-620748-5)
- Dieu que la mort est belle !… Paris : M. Lafon, 1993, 256 p.  (ISBN 2-908652-19-6). Rééd. Paris : Éd. J'ai lu, 1995, 253 p. (J'ai lu ; 3940).  (ISBN 2-277-23940-2)
- Et si la Terre s'en sortait toute seule ?, Le Cherche-Midi, 2008.
- En vert et contre tous, Le Cherche midi, 2010